# Kenny James
Kenneth W. James (Ely, Nevada, 14 juli 1963) is een Amerikaanse acteur en stemacteur. James is het meest bekend door het verzorgen van de stem van Bowser, de antagonist van de Mario-serie.

## Biografie
James werd geboren in Ely (Nevada), Nevada op 14 juli 1963, en groeide op in Zuidoost-Texas.
James is getrouwd met Christina Manning en heeft kinderen.

## Filmografie

### Korte Films
| Jaar | Titel      | Rol                |
| ---- | ---------- | ------------------ |
| 2018 | Dying Joke | Comedy Club Patron |

### Anime
| Jaar | Titel                      | Rol       |
| ---- | -------------------------- | --------- |
| 2019 | Gurizaia: Fuantomu Torigaa | Hitoyoshi |

### Computerspellen
| Jaar | Titel                                                            | Rol                                    |
| ---- | ---------------------------------------------------------------- | -------------------------------------- |
| 2005 | Super Mario Strikers                                             | Super Team, Bowser                     |
| 2007 | Super Mario Galaxy                                               | Bowser                                 |
| 2008 | Mario Kart Wii                                                   | Bowser, Dry Bowser                     |
| 2009 | Mario & Luigi: Bowser's Inside Story                             | Bowser, Dark Bowser                    |
| 2009 | Mario & Sonic op de Olympische Winterspelen                      | Dry Bowser                             |
| 2009 | New Super Mario Bros. Wii                                        | Bowser                                 |
| 2010 | Super Mario Galaxy 2                                             | Bowser                                 |
| 2010 | Mario Sports Mix                                                 | Bowser                                 |
| 2011 | Super Mario 3D Land                                              | Bowser                                 |
| 2011 | Mario & Sonic op de Olympische Spelen: Londen 2012               | Bowser, Dry Bowser                     |
| 2011 | Mario Kart 7                                                     | Bowser                                 |
| 2011 | Boom Street                                                      | Bowser                                 |
| 2012 | Mario Party 9                                                    | Bowser                                 |
| 2012 | Mario Tennis Open                                                | Dry Bowser                             |
| 2012 | New Super Mario Bros. 2                                          | Bowser, Dry Bowser                     |
| 2012 | Paper Mario: Sticker Star                                        | Bowser                                 |
| 2012 | New Super Mario Bros. U                                          | Bowser                                 |
| 2013 | New Super Luigi U                                                | Bowser                                 |
| 2013 | Mario & Luigi: Dream Team Bros.                                  | Bowser, Dreamy Bowser                  |
| 2013 | Mario & Sonic op de Olympische Winterspelen: Sotsji 2014         | Bowser, Dry Bowser                     |
| 2013 | Super Mario 3D World                                             | Bowser, Meowser                        |
| 2013 | Mario Party: Island Tour                                         | Bowser, Dry Bowser                     |
| 2014 | Yoshi's New Island                                               | Bowser                                 |
| 2014 | Mario Golf: World Tour                                           | Bowser                                 |
| 2014 | Mario Kart 8                                                     | Bowser, Dry Bowser                     |
| 2015 | Mario Kart 8                                                     | Bowser, Dry Bowser                     |
| 2015 | Puzzle & Dragons Z + Puzzle & Dragons: Super Mario Bros. Edition | Bowser, Dry Bowser                     |
| 2015 | Skylanders: SuperChargers                                        | Bowser                                 |
| 2015 | Super Mario Maker                                                | Bowser                                 |
| 2015 | Mario Tennis: Ultra Smash                                        | Bowser, Dry Bowser                     |
| 2015 | Mario & Luigi: Paper Jam                                         | Bowser, Paper Bowser, Shiny RoboBowser |
| 2016 | Mario & Sonic op de Olympische Spelen: Rio 2016                  | Bowser, Dry Bowser                     |
| 2016 | Mini Mario & Friends: amiibo Challenge                           | Mini Bowser                            |
| 2016 | Paper Mario: Color Splash                                        | Bowser, Black Bowser                   |
| 2016 | Mario Party: Star Rush                                           | Bowser                                 |
| 2016 | Super Mario Run                                                  | Bowser                                 |
| 2017 | Mario Sports Superstars                                          | Bowser                                 |
| 2017 | Mario Kart 8 Deluxe                                              | Bowser, Dry Bowser                     |
| 2017 | Mario + Rabbids Kingdom Battle                                   | Bowser                                 |
| 2017 | Mario & Luigi: Superstar Saga + Bowser's Minions                 | Bowser, Bowletta                       |
| 2017 | Super Mario Odyssey                                              | Bowser                                 |
| 2017 | Mario Party: The Top 100                                         | Bowser                                 |
| 2018 | Mario Tennis Aces                                                | Bowser, Dry Bowser                     |
| 2018 | Super Mario Party                                                | Bowser                                 |
| 2018 | Mario & Luigi: Bowser's Inside Story + Bowser Jr.'s Journey      | Bowser, Dark Bowser                    |
| 2019 | New Super Mario Bros. U Deluxe                                   | Bowser                                 |
| 2019 | Super Mario Maker 2                                              | Bowser, Meowser                        |
| 2019 | Mario Kart Tour                                                  | Bowser, Dry Bowser                     |
| 2019 | Mario & Sonic op de Olympische Spelen: Tokyo 2020                | Bowser                                 |
| 2020 | Paper Mario: The Origami King                                    | Bowser                                 |
| 2020 | Super Mario 3D All-Stars                                         | Bowser                                 |
| 2021 | Super Mario 3D World + Bowser's Fury                             | Bowser, Meowser                        |